# 수어 (바나어파)
수어는 오스트로아시아어족 바나어파 서바나어군의 언어로 라오스와 캄보디아에서 쓴다. 지루어의 동계어로 여겨진다.